# نذر فرهنگی
نذر فرهنگی اصطلاحی است که در سالهای اخیر رواج یافته است و به معنای نوعی نذر است که در آن صرف وقت و قوای فکری افراد مورد توجه است. در نذر فرهنگی فرد نذر کننده، کاری فکری، خلاقانه، فرهنگی یا تخصصی را برای دیگران انجام می دهد. بر خلاف نذرهای عمومی که مورد نذری عمدتا مادی و شامل مواردی مانند اطعام دیگران است، نذر فرهنگی شامل انجام یک کار فرهنگی و فکری برای فرد یا گروهی از افراد می‌شود و در قالب نذر وقت و مهارت تعریف می شود.

## اهداف نذر فرهنگی
- ترویج فرهنگ نذر در جامعه
- انجام نذر فرهنگی
- توجه به نیازهای فرهنگی اجتماع
- مشارکت بخشی افراد مختلف جامعه
- تقویت روحیه نوع دوستی
- ارائه خدمات تخصصی با اولویت بخشیدن به زنان سرپرست خانوار و فرزندانشان [۱]

## پویش نذر فرهنگی اراک
این پویش در حقیقت ارائه خدمتی مفید به جامعه را مدنظر خود قرار داده و به نحوی به دنبال اجرای یک نذر فرهنگی است. از جمله انواع این پویش فرهنگی و اجتماعی می توان به پاکسازی سطح شهر اراک از زباله در ایام سوگواری تاسوعا و عاشورا اشاره کرد.
در شهر اراک نخستین بار پویش نذر فرهنگی در سال ۹۴ راه اندازی گردید و به تدریج بر تعداد افرادی که به این پویش پیوستند افزوده شد، به طوری که این تعداد در ایام سوگواری تاسوعا و عاشورای سال 97 به بیش از ۲۰۰ نفر رسید.
فعالیت این پویش پاکسازی فضای شهری از زباله های سطح شهر در ایام سوگواری محرم است و در حقیقت این گروه، انجام یک نوع فرهنگ سازی و کار اجتماعی را مدنظر دارند که هدف از آن مراقبت از محیط زیست، نهادینه سازی فرهنگ صحیح شهروندی و... است.
Www.nazrfarhang.ir

## ستاد نذر فرهنگی شهرداری تهران
نذر فرهنگی نخستین بار در تهران و به همت شهرداری تهران ابداع و ترویج شد . با ایجاد یک وبگاه و تبلیغ این فعالیت، دامنه نذر فرهنگی به سطح ملی و بین المللی توسعه یافت . 
در سامانه نذر فرهنگی افراد صاحب نذر می توانند مهارت یا مورد نذر و زمانهای مناسب خود را اعلام کنند و از سوی دیگر، کسانی که به چنین کمکهایی نیاز دارند نیز می توانند ثبت نام و نیازهای خود را اعلام کنند.
ستاد نذر فرهنگی شهرداری تهران برنامه های مختلفی را در راستای نذر فرهنگی بر پا کرده است که از جمله می توان به طرح پدران و مادران معنوی اشاره کرد که در آن گروهی از پزشکان، وکلا و سایر متخصصان، با کودکان و نوجوانان کانون اصلاح و تربیت ارتباط معنوی و فرهنگی برقرار می کنند .

## پیوندها
- وبگاه رسمی نذر فرهنگی  مربوط به شهرداری تهران